# Tứ thần túc
Tứ thần túc (四神足, sa. catvāra ṛddhipādāḥ, pi. cattāro iddhi-pādā, bo. rdzu `phrul gyi rkang pa bzhi རྫུ་འཕྲུལ་གྱི་རྐང་པ་བཞི་), cũng gọi là Tứ như ý túc (四如意足), Tứ như ý phần (四如意分) là khoa thứ ba đứng sau Tứ niệm xứ và Tứ chánh cần trong 7 khoa của 37 phẩm trợ đạo, là bốn pháp thiền định, bốn thứ phương tiện giúp hành giả thành tựu các tam-ma-địa (samadhi). Thần là chỉ cho cái đức linh diệu; túc là chỉ cho định là nền tảng chỉ nơi nương tựa để phát sinh quả đức linh diệu.
Bốn bước này được xem là bốn loại thiền định (zh. 四種禪定) nhưng có nhiều loại định nghĩa khác nhau. Bốn loại định đó là dục làm chủ sẽ đắc định, tinh tấn làm chủ sẽ đắc định, tâm làm chủ sẽ đắc định, tư duy làm chủ sẽ đắc định. Nhờ sức mạnh của bốn pháp này dẫn phát các loại thần dụng mà sản sinh ra tam-ma-địa (chánh định). Sau đây là một cách phân loại.
1. Dục thần túc (zh. 欲神足, sa. chanda-ṛddhi-pāda, bo. `dun pa`i rdzu `phrul gyi rkang pa འདུན་པའི་རྫུ་འཕྲུལ་གྱི་རྐང་པ་), gọi đầy đủ là Dục tam-ma-địa đọan hành thành tựu thần túc (Srt: chanda-samādhi-prahāṇa-saṃskāra-samannāgata-ṛddhi-pāda, Pāli: chanda-samādhi-padhāna-saṃkhāra-samannāgata-iddhi-pāda), thiền định phát sanh do năng lực của ý muốn, tư tưởng mà đạt được thần thông. Dục ở đây chỉ cho ước muốn, mong cầu một cách thiết tha, mong muốn đạt được những gì mình chưa có; hay mong cầu và tìm cách đạt được những sở nguyện.
2. Cần thần túc (zh. 勤神足, sa. vīrya-ṛddhi-pāda, bo. brtson `grus kyi rdzu `phrul gyi rkang pa བརྩོན་འགྲུས་ཀྱི་རྫུ་འཕྲུལ་གྱི་རྐང་པ་), còn gọi là Tinh tấn thần túc gọi đầy đủ là Tinh tấn tam-ma-địa đọan hành thành tựu thần túc (Srt: virya-samādhi-prahāṇa-saṃskāra-samannāgata-ṛddhi-pāda, Pāli: virya-samādhi-padhāna-saṃkhāra-samannāgata-iddhi-pāda), là thiền định phát sanh nhờ vào sức tinh tấn nỗ lực tu tập. Khi đã có mong cầu thì phải tinh tấn nổi lực để tu tập làm thiện, đoạn trừ các ác.
3. Tâm thần túc (zh. 心神足, sa. citta-ṛddhi-pāda, bo. bsam pa`i rdzu `phrul gyi rkang pa བསམ་པའི་རྫུ་འཕྲུལ་གྱི་རྐང་པ་), gọi đủ là tâm tam-ma-địa đọan hành thành tựu thần túc (Srt: citta-samādhi-prahāṇa-saṃskāra-samannāgata-ṛddhi-pāda, Pāli: citta-samādhi-padhāna-saṃkhāra-samannāgata-iddhi-pāda), là thiền định phát sinh nhờ sức mạnh của tâm niệm. Một lòng chuyên tâm nhất niệm trụ nương vào sức mạnh của tâm, nên định dẫn phát sanh (thiền định do tâm niệm phát sanh).
4. Quán thần túc (zh. 觀神足, sa. mīmāṃsa-ṛddhi-pāda, bo. dpyod pa`i rdzu `phrul gyi rkang pa དཔྱོད་པའི་རྫུ་འཕྲུལ་གྱི་རྐང་པ་), gọi đủ là quán tam-ma-địa đọan hành thành tựu thần túc (Srt: vīmāṃsā-samādhi-prahāṇa-saṃskāra-samannāgata-ṛddhi-pāda, Pāli: vīmaṃsā-samādhi-padhāna-saṃkhāra-samannāgata-iddhi-pāda), là thiền định phát sinh nhờ sức mạnh tư duy quán sát Phật lý, nương vào sức mạnh tư duy quán sát nên phát sanh sức định.

Theo Pháp giới thứ đệ sơ môn do Trí Khải, quyển trung, phần cuối, thì y theo tứ niệm xứ và tứ chánh cần thì thiên trọng về Huệ mà thiếu định, nay lại tu thêm tứ thần túc, thì định huệ cân bằng, ở nguyện thành tựu, nên gọi là Tứ như ý túc.
Đại tì-bà-sa luận giải thích thần túc: những sự mong cầu đều được như ý, gọi là thần. Nương nhờ vào năng lực của dục và cần (muốn và chuyên cần) mà được đẳng trì (định), lại nương nơi đẳng trì mà phát sanh thần dụng nên gọi là tứ như ý túc, nhờ tu tập tứ thần túc mà thành tựu sở nguyện. là bốn pháp làm nền tảng, nơi nương tựa phát sinh ra các thứ công đức thiền định cho hành giả và, kết quả của chúng theo như ước muốn của người tu tập.
Câu-xá luận quyển thứ 25 viết: "Các công đức vi diệu thù thắng đều nương nơi bốn pháp này mà định được thành tựu...trong bốn thiện căn vị thì đảnh vị có thể tu đắc tứ thần túc".